# Ceratozetes subaquila
Ceratozetes subaquila är en kvalsterart som först beskrevs av Ewing 1909.  Ceratozetes subaquila ingår i släktet Ceratozetes och familjen Ceratozetidae. Inga underarter finns listade i Catalogue of Life.